# اعتراض عمومی
اعتراض عمومی (ایتالیایی: Contestazione generale) یک فیلم کمدی ایتالیایی به کارگردانی لوئیجی زامپا است که در سال ۱۹۷۰ منتشر شد.

## گزیدهٔ بازیگران
- ویتوریو گاسمن
- نینو مانفردی
- آلبرتو سوردی
- انریکو ماریا سالرنو
- میشل سیمون
- مارینا ولادی
- میلی ویتاله
- سرجو توفانو
- راد دِینا
- ویتوریو دوسه
- انتسو گارینی
- ماری‌آنجلا ملاتو
- گاستونه پسکوچی
- پائولا گاسمن
- فرانکو آبینا
- ساندرو دُری
- چزاره جلی
- لوکا اسپورتلی
- جینو پانیانی